# Песочная анимация

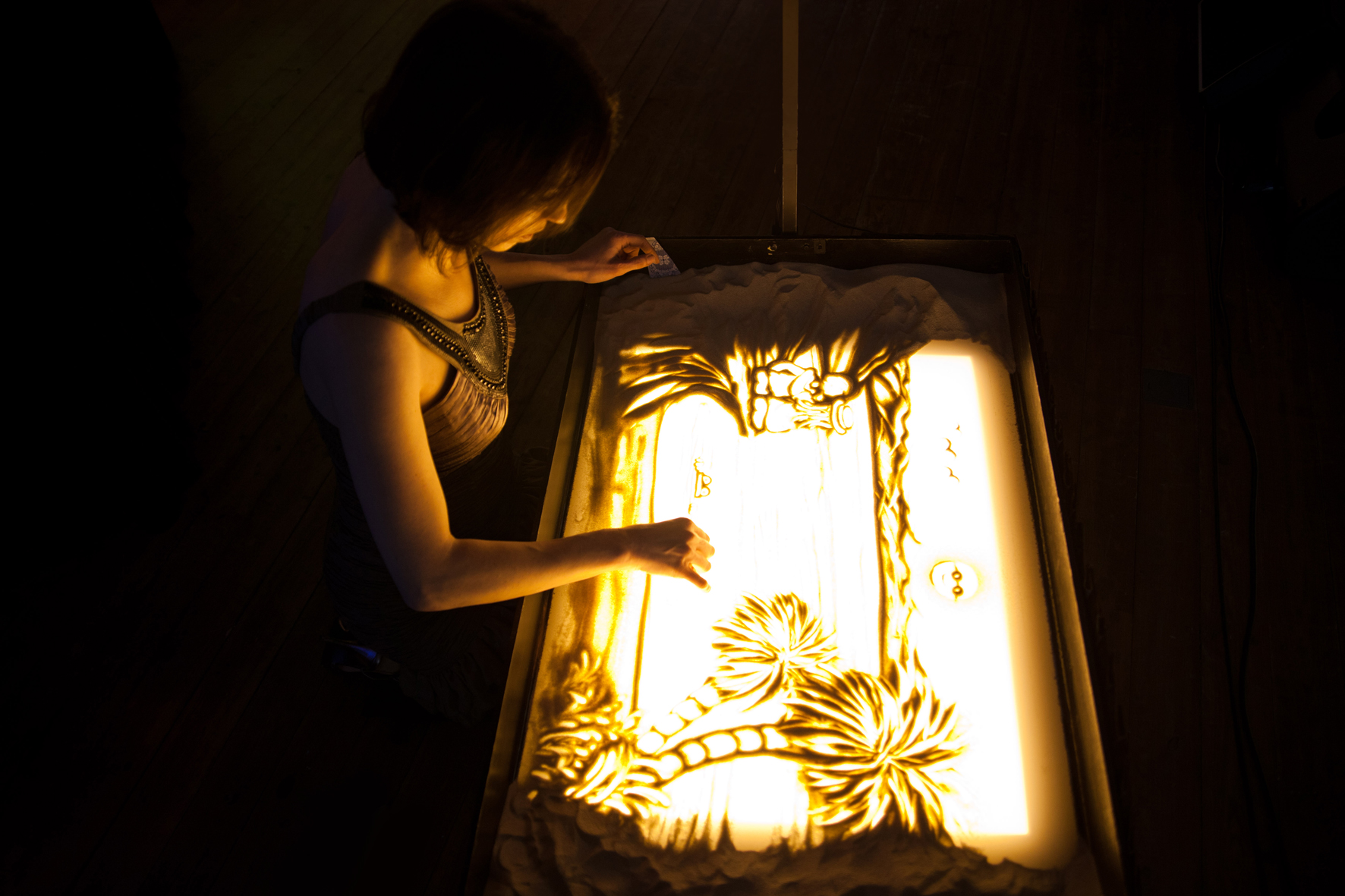
Создание песочной анимации

Песочная мультипликация, песочная анимация, сыпучая анимация (англ. Sand animation, Powder animation) — направление изобразительного искусства, а также технология создания мультипликационных сюжетов. Метод позволяет делать не только мультипликационные фильмы, но и шоу-номера для «живого» зрительного зала.

## Особенности техники работы
Главное, что отличает песочную анимацию и графику от других направлений с применением сходного материала — например, рисунков цветным песком — это светящаяся поверхность, которая служит для нанесения изображений. Не столь принципиален выбор конкретной сыпучей субстанции, рабочих инструментов. Именно при наличии подсветки изображение обретает необходимые контрастность и выразительность, «оживает». Применяется как однотонный, так и многоцветный вариант освещения.

## Характеристика материала
Изображение, полученное путём работы с сыпучим материалом на светящейся поверхности, обладает высокой драматической выразительностью даже при минимуме деталей, допускает быстрое воспроизведение и легко трансформируется. При этом художник, имеющий большой арсенал приёмов и привычный к работе с песком, способен добиться самых разных эффектов (подчас недоступных другим видам графики) и тщательно детализировать работу.

## Механизм воспроизведения изображений
На поверхность, которая излучает направленный снизу вверх свет, наносятся тонкие слои песка (или сходного сыпучего материала). Камера, закреплённая выше, фиксирует получившуюся картинку или весь процесс её создания. Таким образом, нет особой технической разницы в создании мультипликационного фильма и шоу-выступления для живого зала. В последнем случае происходит онлайн трансляция для зрителей на большой экран.

## История возникновения
Изобретателем песочной мультипликации принято считать канадско-американского режиссёра-мультипликатора Кэролин Лиф (англ. Caroline Leaf). В 1969 году она продемонстрировала публике песочный сюжет «Песок, или Петя и Волк». Также выпускница Гарварда Эли Нойес (англ. Eli Noyes) в 1973 году представила короткометражку «Песочный человек» (англ. Sandman), а в 1974 году — «Песочный алфавит» (англ. Sand Alphabet). В 1977 году «Песочный замок» (англ. The Sand Castle) Ко Хёдеман получил Премию «Оскар» за лучший анимационный короткометражный фильм.

## Особенности шоу-номеров
Интерактивные песочные перформансы, как правило, сопровождаются музыкой, имеют связный сюжет и характеризуются преобразованием, трансформацией одного изображения в другое. Немногочисленные специалисты данного направления единодушно отмечают, что художнику, который выступает для зрителей «вживую», необходима предельная концентрация, точность каждого движения, высокая скорость исполнения рисунков.